# Rakvere
Rakvere (estisk: Rakvere, russisk: Раквере, tysk: Wesenberg) er en by i Lääne-Virumaa amt det nordlige Estland med et indbyggertal på 15.695 (2024) indbyggere. Byen ligger ca. 20 kilometer syd for Den Finske Bugt.

## Historie
Rakvere fik byrettigheder i 1302.
Byen led voldsomt under Store Nordiske Krig. I slutningen af 1600-tallet havde Rakvere henved 400 indbyggere. Omkring 1710 ramtes byen af en pestepidemi, og indbyggertallet faldt drastisk. Under Store Nordiske krig flygtede mange grundejere, en del døde af pesten. De derved herreløse grunde blev lagt under slottet. Senere begyndte indbyggertallet atter at vokse. 1776 fik byen læge, fattighjem og pigeskole. 1783 fik Rakvere status som selvstændig kredsstad, hvilket forbedrede byens stilling; håndværk og handel forbedredes forholdsvis hurtigt. Tilstrømningen af tilflyttere voksede efter Freden i Nystad. I første halvdel af 18. århundrede var tilstrømningen langsom, til dels betinget af hovedstaden Tallinns indflydelse, forprang og afhængighedsforholdet til godsejerinden Amalie von Tiesenhusen. Først omkring 1782 nåede indbyggertallet atter 400, heraf 21 adelige, 51 embedsfolk eller folk med liberalt erhverv, 65 købmænd og handlende samt 208 håndværkere; resten var tjenestefolk. 1787 var der 6 adelige, 21 embedsfolk m.m., 59 købmænd m.m. og 168 håndværkere. 1795 var indbyggertallet vokset voldsomt med henved 700 personer, hvoraf en del muligvis blot var registrerede i borgerprotokollen. Blandt husstandsoverhoveder var købmænd vokset fra 7 til 19, håndværkere fra 37 til 95. I alt udgjorde borgere i købmands- og håndværksfamilier omkring 450. Som noget nyt var tilkommet folk af russisk og polsk herkomst. Muligvis var befolkningsfremgangen medvirkende til byens nye, mere selvstændige status.

## Demografi
Rakvere har et indbyggertal på 15.695 (2024) indbyggere.

## Galleri
- Rakvere borg
- Rakvere borg
- Rakvere kirke
- Rakvere herregårdspark
- Vallimäe vindmølle
- Rakvere herregård